# Цейков (Требішовський округ)
Цейков (словац. Cejkov, угор. Céke) — село в Словаччині в Требішовському окрузі Кошицького краю. Село розташоване на висоті 172 м над рівнем моря. Населення — 1210 чол. (97 % — словаки). Вперше згадується в 1381 році. В селі є бібліотека, спортивний зал та футбольне поле.

## Населення
| Рік:            | 1994. | 2004.   | 2014.   | 2024.   |
| --------------- | ----- | ------- | ------- | ------- |
| Кількість осіб: | 1217  | 1206    | 1157    | 1127    |
| Різниця:        |       | -0,90 % | -4,06 % | -2,59 % |

| Рік:            | 2023. | 2024.   |
| --------------- | ----- | ------- |
| Кількість осіб: | 1138  | 1127    |
| Різниця:        |       | -0,96 % |